# Les Trois Mousquetaires du maquis
Les Trois Mousquetaires du maquis est une série de bande dessinée créée par le Français Marijac, qui en est l'auteur complet, publiée dans l'hebdomadaire jeunesse Coq hardi de 1944 à 1952. Une dernière histoire est publiée en 1962, dessinée par Claude Marin.
Cette série est terminée.

## Biographie
Auteur de bandes dessinées depuis 1930, Jacques Dumas signe ses œuvres sous le pseudonyme de Marijac.
Mobilisé dans l'armée française, il est fait prisonnier, s'évade en juin 1940 et est démobilisé en zone libre. Il rejoint sa fille et son épouse à Saint-Germain-Lembron (Puy-de-Dôme), dont cette dernière est originaire. Il trouve rapidement du travail au sein du périodique Cœurs vaillants, dont la rédaction s'est réfugiée à Clermont-Ferrand. Refusant l'appel au Service du travail obligatoire (STO) en 1943, il rejoint le maquis du Puy-de-Dôme. Grâce à l'épouse de Marijac, Charles Boyer, un dirigeant d'un maquis, découvre les fascicules de La Vie est belle créés par Marijac pour le 11e régiment de dragons parachutistes dans lequel il était mobilisé. Boyer demande à Marijac de créer pareil périodique pour le maquis du Puy-de-Dôme afin de soutenir le moral des résistants. Ainsi naît Le Corbeau déchaîné, un fascicule clandestin polycopié dans lequel Marijac crée la série Les Mousquetaires du maquis.
La ville de Clermont-Ferrand est libérée le 27 août 1944, et le fascicule, qui n'a plus lieu d'être, cesse de paraître après six numéros. Son passé de résistant permet à Marijac d'obtenir les moyens nécessaires pour lancer son propre périodique. Le premier numéro de Coq Hardi voit le jour le 20 novembre 1944 avec la publication des Trois Mousquetaires du maquis en première page,,.

## Description
Cette série, à tonalité comique, dans l’esprit des Pieds nickelés, raconte les aventures de trois résistants maquisards français aux caractères bien déterminés, l'Avocat (un baratineur), le Pinceau (un artiste) et la Torpille (un intellectuel), qui sèment la panique parmi l'armée d'occupation allemande. La série évoque à la fois la vie quotidienne du maquis d'une manière assez réaliste et la lutte contre l'occupant allemand d'une manière burlesque. « Si elle présente bien certains traits caractéristiques du maquis, la bande dessinée cherche donc avant tout ici à faire rire. Marijac dessine les aventures d'une bande de copains, de « Pieds nickelés » dont l'astuce et la débrouillardise, compensant la pauvreté des moyens, leur permettent de se jouer d'un adversaire aussi lourdaud que stupide ». Marijac définit lui-même sa série de la manière suivant dans la préface de l'album Les 3 Mousquetaires du maquis : échec à la Gestapo édité par les éditions Albatros en 1968 : « Bande dessinée anti allemande ? Je ne le pense pas… anti bêtise, sûrement ! Il suffit de changer les noms et les costumes militaires pour que les mêmes aventures soient valables pour tous les pays du monde, d'une occupation militaire étrangère ».
La guerre terminée, le trio affronte divers bandits et les trafiquants du marché noir, la série s'intitulant alors Les Mousquetaires modernes. Elle renaît après une interruption de dix ans pour une aventure n'ayant plus rien à voir avec la Résistance, sous le titre Les 3 Mousquetaires du Far-West.

## Publication

### Dans des périodiques
La série est présente sans discontinuer dans Coq hardi, en pleine ou en demie page, du no 1 au no 153 du 24 février 1949, la fin de l'histoire annonçant le prochain épisode à venir 4 de la 2ème D.B.. Dès le no 156, Marijac publie une histoire intitulée Onésime Pellicule, chasseur d’images dans laquelle il introduit, après quelques semaines, le personnage de l'Avocat issu des Trois Mousquetaires du maquis. L'histoire se poursuivant ensuite à partir du no 170 sous le titre Les 3 Mousquetaires du maquis, dans laquelle le personnage de l'Avocat raconte ses aventures de maquisard. La série continue à paraître jusqu'au no 212, puis, à partir du numéro suivant, daté du 20 avril 1950, sous le titre Les Mousquetaires modernes, puis L'Étroit Mousquetaire, jusqu'au  no 75 du 1er mai 1952 après lequel la série cesse de paraître.
En 1962, après dix ans d'interruption, la série est à nouveau publiée dans Coq hardi pour un ultime épisode intitulé Les 3 Mousquetaires du Far-West, toujours écrit par Marijac et dessiné par Claude Marin.

### En albums
Dès 1945, les éditions S.E.L.P.A. éditent de petits fascicules de 8 pages au format à l'italienne contenant des histoires inédites. En 1968, les éditions Albatros demandent à Marijac de pouvoir éditer à nouveau la série. Tout d'abord réticent et s'interrogeant sur l'opportunité de publier à nouveau ces histoires à l'heure de la grande réconciliation franco-allemande, Marijac finit par accepter.
- Éditions S.E.L.P.A.[12], format 165 mm x 255 mm à l'italienne, couverture brochée, 8 pages, couleurs et noir et blanc :

1. Les 3 Mousquetaires du maquis, 1945 ;
2. Les 3 Mousquetaires du maquis tirent leur révérence, 1945 ;
3. La Maison hantée, 1945 ;
4. L'habit ne fait pas le moine, 1948 ;
5. Les 3 Mousquetaires du maquis en patrouille, 1948 ;
6. Les 3 Mousquetaires du maquis en vadrouille, 1948 ;
7. Les 3 Mousquetaires du maquis kidnappers, 1948 ;
8. Les 3 Mousquetaires du maquis s'expliquent, 1948 ;
9. Les 3 Mousquetaires du maquis s'évadent, 1948 ;
10. Les 3 Mousquetaires du maquis jouent la fille de l'air, 1948 ;
11. Les 3 Mousquetaires du maquis contre Otto, la Gestapo, 1948 ;
12. Les 3 Mousquetaires du maquis contre-attaquent, 1948 ;
13. Parachutage mouvementé, 1948.

- Éditions Albatros :

1. Les 3 Mousquetaires du maquis : échec à la Gestapo, 1968 ;
2. Les 3 Mousquetaires du maquis contre SS, 1969.

- Éditions de Châteaudun :

1. Les 3 Mousquetaires du maquis s'en vont en guerre, 1982.

- Éditions AEMEGBD (Hop !) :

1. Les 3 Mousquetaires du maquis  : opération rosbeef, 1989.